# Cyphorhinus arada
Lo scricciolo canoro o uirapuru (Cyphorhinus arada (Hermann, 1783)), noto anche come scricciolo musico, è un uccello appartenente alla famiglia Troglodytidae, nativo dell'Amazzonia.
L'uccello è famoso per il suo canto melodioso, la cui complessità eguaglia quella di alcune partiture di Bach e Haydn.